# La Liga de 1932–33
A La Liga de 1932–33 foi a quinta edição da Primeira Divisão da Espanha de futebol. Com 10 participantes, o campeão foi o Real Madrid.

## Classificação final
| Pos | Equipe           | J  | V  | E | D  | GM | GS | SG  | Pts |
| --- | ---------------- | -- | -- | - | -- | -- | -- | --- | --- |
| 1   | Madrid FC        | 18 | 13 | 2 | 3  | 49 | 17 | 32  | 28  |
| 2   | Athletic Club    | 18 | 13 | 0 | 5  | 63 | 30 | 33  | 26  |
| 3   | CD Español       | 18 | 10 | 2 | 6  | 33 | 30 | 3   | 22  |
| 4   | FC Barcelona     | 18 | 7  | 5 | 6  | 42 | 34 | 8   | 19  |
| 5   | Betis Balompié   | 18 | 6  | 5 | 7  | 31 | 45 | -14 | 17  |
| 6   | Donostia FC      | 18 | 6  | 3 | 9  | 41 | 47 | -6  | 15  |
| 7   | Arenas Club      | 18 | 5  | 4 | 9  | 39 | 44 | -5  | 14  |
| 8   | Real Racing Club | 18 | 6  | 2 | 10 | 47 | 58 | -11 | 14  |
| 9   | Valencia FC      | 18 | 4  | 5 | 9  | 34 | 53 | -19 | 13  |
| 10  | CD Alavés        | 18 | 5  | 2 | 11 | 21 | 42 | -21 | 12  |

|  | Descenso a Segunda División |